# تپه قلندر
تپه قلندر مربوط به سده‌های میانه و متاخر دوران‌های تاریخی پس از اسلام است و در شهرستان مانه و سملقان، بخش مانه، دهستان اترک، ۵۰ متری شرق روستای قلندر واقع شده و این اثر در تاریخ ۱۸ شهریور ۱۳۸۷ با شمارهٔ ثبت ۲۳۲۹۳ به‌عنوان یکی از آثار ملی ایران به ثبت رسیده است.